# Technische Universiteit Chalmers
De technische universiteit Chalmers (Chalmers tekniska högskola) is een vooraanstaande universiteit op het gebied van natuurwetenschap en technologie. Deze zetelt in het Zweedse Göteborg.
Een student aan de TU Chalmers wordt een chalmerist genoemd. Het motto van de universiteit is avancez.

## Geschiedenis
Op 5 november 1829 stichtte William Chalmers de Chalmersska Slöjdskolan, het latere Chalmers. In het begin was de school een veelal door de welgestelden bevolkte privéschool. De school lag bij Lilla Bommen en had nog slechts tien leerlingen en drie leraren. In 1869 verhuisde Chalmers naar de nieuwe lokalen aan de Storgatan. In 1920 verhuisde de school naar de huidige locatie, de Landalaberg. Tussen 1943 en 1968 kwamen er meerdere gebouwen bij in de omgeving van de Gibraltarstraat, waarvan vele tot op de dag van vandaag in gebruik zijn.

## Kunstmatige intelligentie
Op de campus is ook het hoofdcentrum van het Zweeds onderzoek naar kunstmatige intelligentie: het taalmodel GPT-SW3, gecoördineerd door  AI Sweden.

## Bereikbaarheid
Er zijn twee campussen van Chalmers. Die op de Landalaberg (de grote campus) en die op Lindholmen.
De Landalaberg is met onder andere trams 6, 8, 7, 10, en bus 16 bereikbaar bij de haltes Chalmers en Kapellplatsen. Aan de andere kant kan men met bus 40 en 48 de haltes Läraregatan en Chalmers tvärgata bereiken.

## Studentenvoedsel

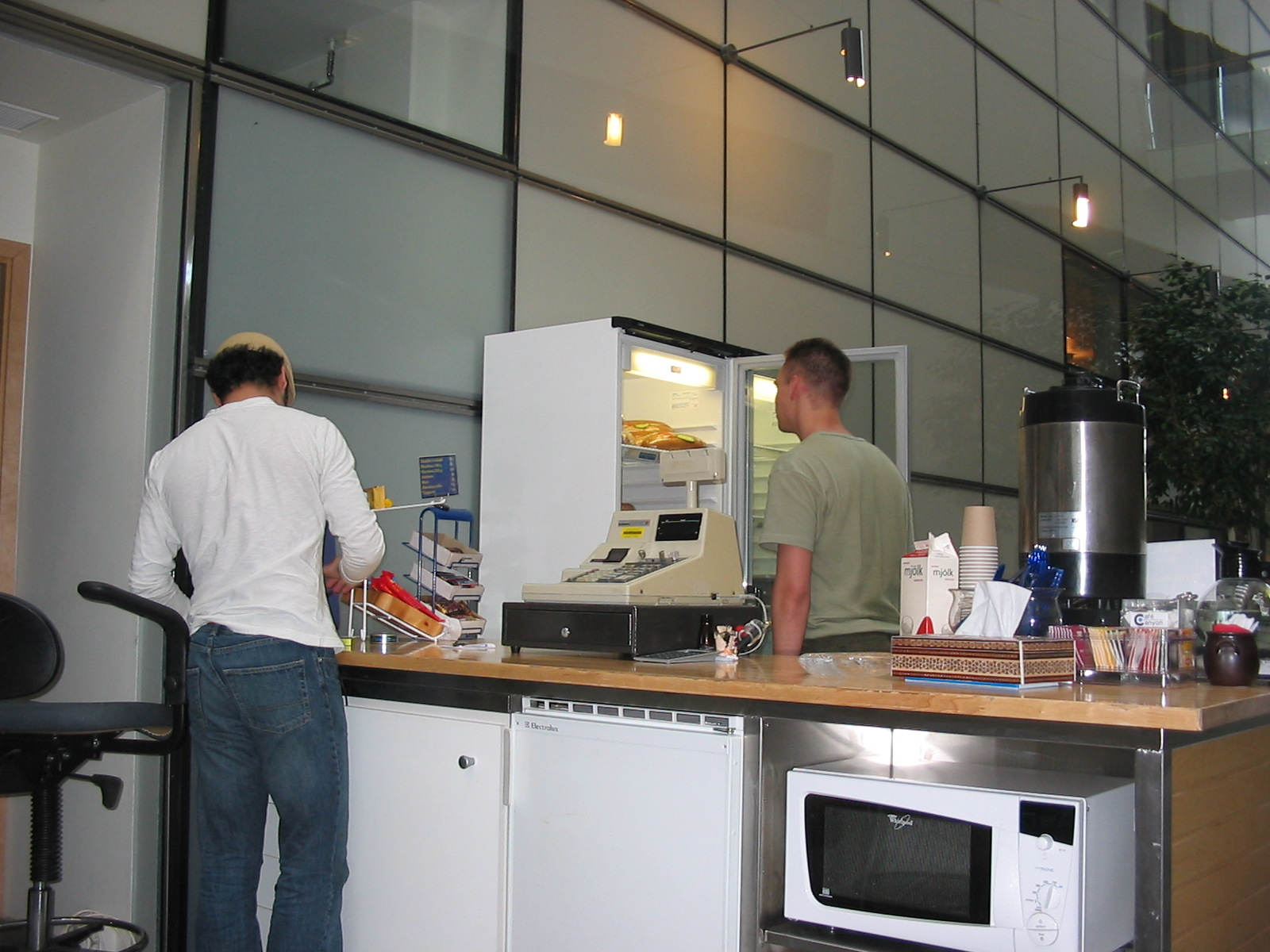
Achter de toonbank bij Café Canyon

In de pauzes is het in het gebouw van de studentenunie, het zogenaamde kårhuset een bar open, gerund door studenten, waar men goedkope pasta, en/of typisch Zweedse andere goedkope gerechten kan krijgen.
Verder kan men aan de top van de Olga-trappen een kiosk vinden met baguettes, maar die zijn ook goedkoper te krijgen, dan wel bij de tramhalte "kapellplatsen" in een klein gebouwtje (niet te missen, wordt goed geadverteerd), dan wel in Café Canyon (rustiger), hetgeen in het experimentele fysica gebouw zit (men kan vragen naar mc2, of fysikhuset)
De meeste faculteiten hebben dan ook nog wel een eigen salade- of pastaboer. Ook is er een café in maskinhuset, met koffie, maar niets te eten.

## Rectores Magnifici
- 1829-1852 Carl Palmstedt
- 1852-1881 Eduard von Schoultz
- 1881-1913 August Wijkander
- 1913-1933 Hugo Grauers
- 1934-1943 Sven Hultin
- 1943-1958 Gustav Hössjer
- 1958-1966 Lennart Rönnmark
- 1966-1974 Nils Gralén
- 1974-1989 Sven Olving
- 1989-1998 Anders Sjöberg
- 1998-2006 Jan-Eric Sundgren
- 2006-heden Karin Markides